# Palazzo Loredan Cini
Palazzo Loredan Cini è un complesso architettonico di Venezia, sito nel sestiere di Dorsoduro e affacciato su Canal Grande, tra campo San Vio e Palazzo Balbi Valier. È reputato come l'unificazione di due differenti edifici.

## Storia
Edificato nella seconda metà del XVI secolo, è appartenuto a numerose famiglie nobili: fondato dalla famiglia Loredan, passò poi ai Caldogno e ai Valmarana. Tra XIX e XX secolo divenne dimora di Carlo VII, nonché quartier generale del Carlismo, e poi residenza del Conte Vittorio Cini, assieme a Giuseppe Volpi uno dei principali industriali del periodo.
Egli è divenuto senza dubbio noto non solo per le sue attività politiche legate al Partito Nazionale Fascista e per il suo successo nell'ambito finanziario, ma anche per la prematura morte del figlio, al quale dedicò la Fondazione Giorgio Cini, e per il restauro del complesso monastico di San Giorgio Maggiore. Negli anni '80, una delle figlie di Vittorio Cini, Yana, donò alla Fondazione Giorgio Cini parte della collezione paterna e una porzione del Palazzo (oggi conosciuta come Palazzo Cini) affinché potesse essere garantito il rapporto tra opere e contesto. Da questa donazione avrà origine la Galleria di Palazzo Cini.

## Descrizione
Il palazzo, trovandosi alla confluenza tra la principale via d'acqua della città e il rio di San Vio, presenta tre facciate, entrambe austere e di chiara impronta rinascimentale.
- Facciata sul Canal Grande: priva di alcun interesse architettonico, si sviluppa su quattro piani ed è caratterizzata da una successione di bifore e monofore. Un tempo era decorata da affreschi di Giuseppe Porta, oggi scomparsi.[5]
- Facciata sul rio di San Vio: lunga ben cinquanta metri, appare divisa in due sezioni, ognuna delle quali identificata come un edificio indipendente e corrispondente a un differente numero civico (rispettivamente Dorsoduro 732 e Dorsoduro 864). Prospetta in modo monumentale su campo San Vio, al quale è collegata da un ponticello privato. La sezione di destra, contraddistinta da un imponente portale ad acqua e da due pentafore, dialoga e si integra con l'altra, che presenta un impatto simile se non fosse per la sostituzione delle polifore con una serliana culminante in finestrelle quadrangolari. Le altre scarne monofore sono prive di importanza artistica, a felice eccezione di quelle del piano nobile, a tutto sesto.
- Facciata posteriore: affacciata sulla piscina Forner, presenta colonne di monofore ravvivate dalla presenza di una serliana.